# Michel Hidalgo
Michel Hidalgo   (Leffrinckoucke, 22 de març de 1933 - 8è districte, 26 de març de 2020) fou un futbolista professional francès, i entrenador de la selecció francesa de futbol.

## Biografia

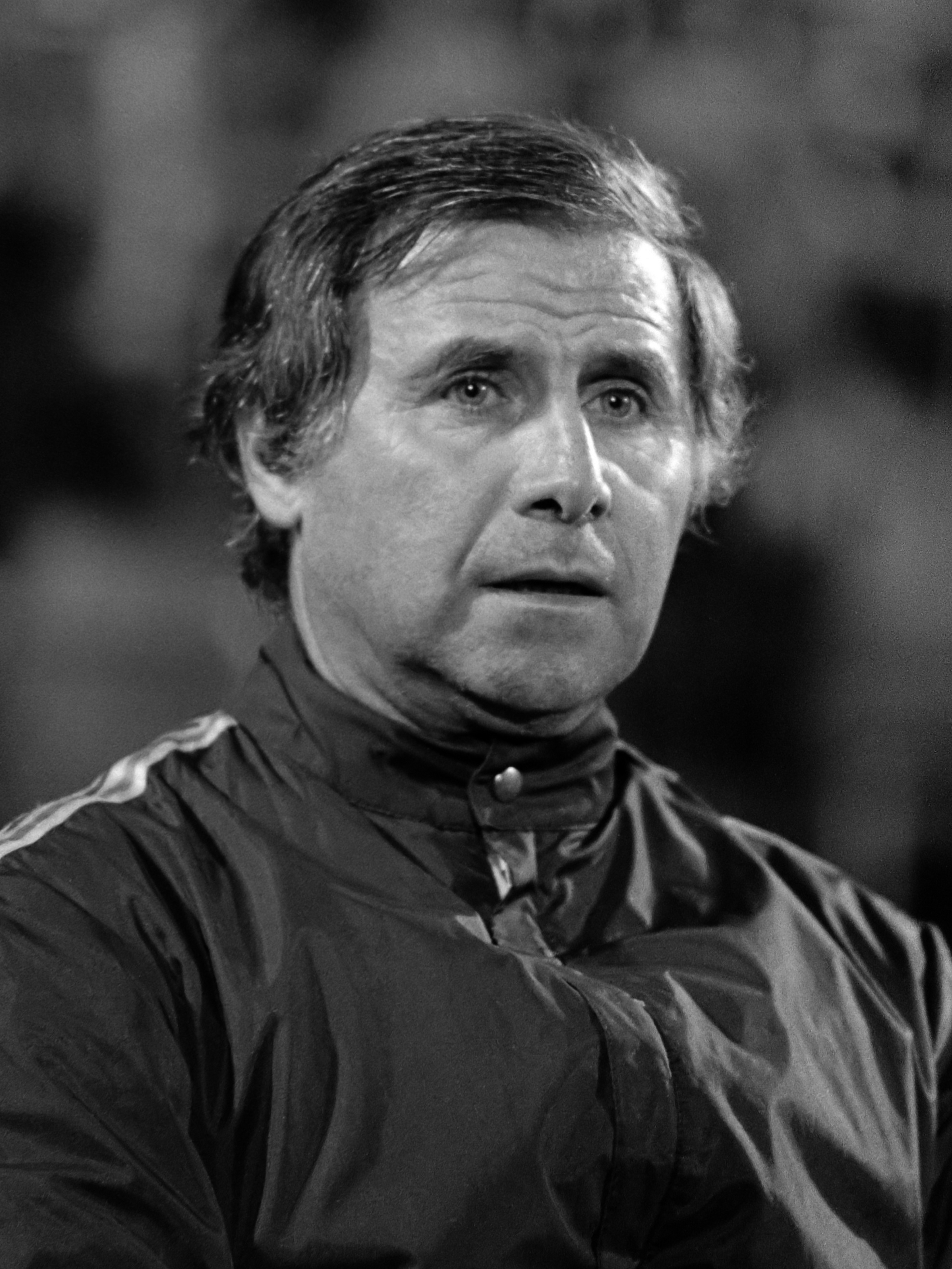
Michel Hidalgo (1981).

Hidalgo va créixer a la Normandia, on va començar a jugar a futbol. El seu nom és degut al famós patriota mexicà Miguel Hidalgo. Va ser campió de la Normandie Juniors el 1952 amb l'US Normand, abans de fitxar per dues temporades pel club de la Primera divisió francesa, Le Havre.
Més tard va fitxar, el 1954 va fitxar per l'Stade de Reims, equip amb què, a més de guanyar la lliga el 1955, va disputar com a titular i va marcar un gol a la final de la Copa d'Europa de 1956, que l'Stade de Reims va perdre contra el Madrid 4-3 a i que inauguraría una ratxa de cinc victòries consecutives dels madrilenys en aquesta competició.. Va fitxar per l'AS Monaco el 1957, equip en el qual va romandre fins a la seva retirada com a futbolista el 1966. Amb l'equip monegasc va guanyar dos títols de la Ligue 1 i dos títols de la Copa nacional.
Entre els anys 1964 i 1970, va presidir la UNFP, sindicat de jugadors.
El 27 de març de 1976, va ser nomenat entrenador de l'equip nacional francès, en substitució de Ştefan Kovács i durant un moment en què França estava tenint dificultats en els grans torneigs. Va tenir el suport de Michel Platini, qui va ajudar en part a tornar al camí del triomf al combinat francès.
En el Mundial d'Espanya de 1982 va arribar a les semifinals, on va perdre davant l'equip alemany en els penals. Dos anys més tard, el 1984 va guanyar l'Eurocopa en vèncer a Espanya a la final.
Després de la seva victòria, va passar les regnes a Henri Michel i va passar a ser Director Tècnic de la selecció, càrrec on va romandre fins al 1986, abans de ser elegit per a un lloc directiu a l'Olympique de Marsella, on hi va romandre cinc anys.
Es va apartar de les banquetes el 1991, assumint un paper com a comentarista de futbol en "Demain, c'est foot", un programa de Télé Monte-Carlo.
Morí a Marsella el 26 de març del 2020 amb 87 anys.

## Clubs

### Com a jugador
| Club           | País   | Any       | Pj (Gols) |
| -------------- | ------ | --------- | --------- |
| Le Havre       | França | 1952-1954 | 51 (14)   |
| Stade de Reims | França | 1954-1957 | 78 (29)   |
| AS Monaco      | França | 1957-1966 | 330 (31)  |

### Com a entrenador
| Club                     | País   | Any       |
| ------------------------ | ------ | --------- |
| Selecció francesa        | França | 1976-1984 |
| Director Tècnic Nacional | França | 1982-1986 |
| Olympique de Marsella    | França | 1986-1991 |

## Palmarès

### Com a jugador
Stade de Reims
- Ligue 1: 1955

AS Monaco
- Ligue 1: 1961, 1963
- Copa de França: 1960, 1963

### Com a entrenador
- Campió de l'Eurocopa 1984 amb la selecció de futbol de França